# Limnophora recta
Limnophora recta este o specie de muște din genul Limnophora, familia Muscidae, descrisă de Wei în anul 1993.
Este endemică în Guizhou. Conform Catalogue of Life specia Limnophora recta nu are subspecii cunoscute.